# Procol Harum
 Ovo je glavno značenje pojma Procol Harum. Za prvi album ovog sastava pogledajte Procol Harum (album).
Procol Harum je engleski rock sastav formiran 1960., čija se glazba temelji na progresivnom rocku, psihodeličnom rocku i vrlo često na simfonijskom rocku. Najpoznatiji su po hit singlu iz 1967. "A Whiter Shade of Pale" koja je klasična balada i zadržala se šest tjedana na broju jedan britanske top liste. Procol Harum nastavak svoje karijere baziraju na progresivnom i psihodeličnom rocku ali isto tako svojim stilom obuhvaćaju blues i pop glazbu. Razilaze se 1977., a ponovo se okupljaju 1991.

## Početak
"Procol Harum" korijene vuče iz uživo sastava "The Paramounts" u kojem od 1959. sviraju Gary Brooker i Robin Trower. Stacioniraju se u Southendu (Engleska), a potpisuje ih izdavačka kuća "Parlophone". Nakon njihovog razlaza 1967., Gary Brooker i tekstopisac Keith Reid objavljuju oglas u "Melody Makeru" i tako nastaje sastav "Procol Harum".

## Povijest
Godine 1967. sastav "Procol Harum tada čine članovi;

- Matthew Fisher – orgulje
- Dave Knights – bas-gitara
- B.J. Wilson – bubnjevi
- Robin Trower – gitara
- Gary Brooker – klavir vokal
- Keith Reid – tekstopisac

Originalno ime dobivaju od svoga menadžera Guya Stevensa, koji je imao problema s prijevodom latinskog imena pa se često koristilo Procul His.
U svibnju 1967. objavili su svij prvi singl "A Whiter Shade of Pale", koji dolazi na vrh britanske top liste i prodan je u više od 6 milijuna primjeraka. Skladba je klasična balada u Bachovom stilu s neobaroknim zvukom orgulja i Reidovim nadrealističkim tekstom kao i psihodeličnom atmosferom. Nakon dolaska gitariste Robina Trowera i bubnjara B.J. Wilsona, ponavlja se Top 10 sa singlom "Homburg", a ova dva hita mogu se naći na njihovom prvom albumu Procol Harum iz prosinca 1967. Godinu dana nakon toga izlazi album Shine On Brightly, kojim dominira 18-minutna epska tema "In Held 'Twas in I" s kojom zaobilazi pop i rock glazbu i najavljuje progresivni rock. Sljedeći njihov album je A Salty Dog koji izlazi u lipnju 1969. na kojemu uz klasičnu, pop i rock glazbu priključuje i blues. Na ovom albumu počinju glazbene napetosti između Robina Trowera i ostalih članova sastava.
Unatoč skromnoj prodaji albuma, Procol Harum bili su među najpopularnijim sastavima progresivnog rocka. Kao glazbene zvijezde najviše su se isticali, pjevač i klavijaturista Gary Brooker i gitarista Robin Trower, koji nakon snimanja njihovog albuma iz srpnja 1971. Home, odlazi u solo karijeru tragom Jimia Hendrixa. Home je jedan je od najboljih albuma ne samo u njihovoj diskografiji već i najbolji materijal progresivnog rocka ranih sedamdesetih s iznimnom Trowerovom gitarom u kombinaciji s gudačima.
Uživo album iz 1972. Procol Harum Live with the Edmonton Symphony Orchestra također slijedi uspješnost prethodnih albuma. Njime su i predstavili nove članove sastava, Davea Balla na gitari i Alana Cartwrighta na basu. Na materijalu s nalazi i uspješni singl "Conquistador" s koncertnom snimkom teme.
U Velikoj Britaniji sve više gube publiku ali zato postaju popularni u SAD-u i Kanadi, pa im stoga sljedeći albumi Grand Hotel (1973.), Exotic Birds and Fruit (1974.) i Procol's Ninth (1975.) dolaze na njihove top liste. Ipak Procol's Ninth bio je popularan i u Engleskoj, zahvaljujući hit singlu "Pandora's Box".
To su bili i posljednji uspjesi sastava Procol Haruma koji su polako gubili nadahnuće i publiku. Nakon objavljivanja ne baš tako zapaženog albuma iz ožujka 1977. Something Magic, razilaze se i više ne nastupaju kao sastav do 1991.g. Izvorna postava s Robinom Trowerom okuplja se '91., a rezultat toga je osrednji album The Prodigal Stranger.

## 1991. i nadalje
Procol Harum nanovo se okuplja 1991.g., a tada sastav čine članovi; Brooker, Fisher, Trower i Reid (Wilson je umro 1990.)i izdaju album The Prodigal Stranger ali album nije zabilježio neki veći uspjeh kod publike pa i prodaja ide vrlo slabo. Poslije okupljanja sastava i izdavanja novoga albuma, Brooker i Fisher ali ne Trower, nekoliko godina sviraju po turnejama u SAD-u i svijetu što traje do sredine devedesetih.
U srpnju 1997. veliki broj obožavatelja obilježava 30 godina od izlaska i uspjeha singla "A Whiter Shade of Pale" i pozvani su svi bivši i sadašnji članovi sastava. Koncert u "Redhillu" gledali su obožavatelji širom svijeta. Direktan rezultat toga koncerta bilo je nastajanje njihovih službenih internet stranica "Beyond the Pale" koje u listopadu 1997. kreiraju njihovi obožavatelji. Bilo je vrlo neobično da obožavatelji s ponosom svakodnevno održavaju stranice "Beyond the Pale". Karakteristike održavanja stranica bile su najnovije vijesti u vezi s događanjima sastava "Procol Harum", detalji s koncerata održanih '70-tih godina i raznim porukama od sastava.
Internet stranice sačinjene su od mnogih pojedinaca i bilo je svakakvih novih prijedloga koji su mogli zainteresirati sastav. Upravo s tim je bio vođen projekt "The Palers' Project", na kojemu zajedno sudjeluju obožavatelji i sastav. Preko internet stranica financiraju snimanje tri dvostruka CD albuma na kojima se nalaze skladbe "Procol Haruma". Četvrti i posljednji dvostruki album pripremljen je 2007.g.
Poslije 2001. sastav (kojeg tada čine: Brooker, Fisher, na gitari Geoff Whitehorn i Elki Brooks, Matt Pegg bas-gitara i Mark Brzezicki bubnjevi) svira mnoge koncerte najčešće po Europi ali također po Japanu i SAD-u. Koncert iz 2001. u Kopenhagenu izlazi na DVD-u 2002.g. Godine 2003. izdaju album The Well's on Fire, a u prosincu 2003. snimaju uživo materijal sa Londonskog koncerta i izdaju ga na DVD-u 2004. pod nazivom Live at the Union Chapel. Iste godine Matthew Fisher odlazi iz sastava "Procol Harum".
Sastav i dalje nastupa po turnejama s Joshom Phillipsom koji je zamijenio Fishera, a od originalne postave ostao je još samo Gary Brooker. U lipnju 2006. nastupaju na Islandu na Wight festivalu, gdje su već jednom svirali davne 1969. Iste godine u mjesecu kolovozu održavaju dva velika koncerta na otvorenom u Danskoj. Pred kraj 2006. nastupaju u Švicarskoj, Norveškoj i ponovo u Danskoj ali Geoff Dunn na bubnjevima mijenja Marka Brzezickog, koji je navodno kako se pričalo otišao na turneju sa sastavom The Who. Dunn završava s njima europsku turneju 2007. još u Italiji, Njemačkoj i Nizozemskoj. "Procol Harum" nastupa zajedno s orkestrom na otvorenom koncertu gdje 30. lipnja u Švedskoj izvode operu "Dalhalla".
Od 20. pa do 21. srpnja 2007.g. obožavatelji organiziraju obilježavanje 40 godina od izdavanja njihovog prvog singla "A Whiter Shade of Pale" i njegovog velikog uspjeha. Povodom toga održavaju se dva velika koncerta na Smith Squaru u Londonu. 20. srpnja "Procol Harum" nastupa s jednom obrađenom verzijom skladbe i s nekoliko novih pjesama, "Sister Mary" i "Missing Persons".

## Sudski proces (autorstvo)
Zbog autorstva nad skladbom "A Whiter Shade Of Pale" na sudu su završili klavijaturista Matthew Fisher i glavni vokalista Gary Brooker. Fisher tvrdi da je on autor spomenute skladbe i svoja je prava zatražio putem suda, s druge strane, Brooker tvrdi da je skladbu "A Whiter Shade Of Pale" napisao zajedno s Keithom Reidom, prije nego što je Matthew došao u sastav i tvrdi da mu nije jasno kako se Fisher tek sad nakon 40 godina sjetio da je napisao jedan dio pjesme. 20. prosinca 2006. Matthew Fisher dobio je sudski spor kojim mu se dodjeljuje 40% autorstva nad skladbom, a takva presuda izazvala je presedan u glazbenom svijetu. U listopadu 2007. Brooker se žali na sudsku presudu i pokreće novi postupak.

## DVD izdanja
- 1999. The Best of Musikladen Live
- 2002. Live
- 2004. Live at the Union Chapel.

## Vanjske poveznice
- ClassicBands.com - 'Procol Harum'
- ProcolHarum.com - Službene stranice sastava
- TrowerPower.com - Službene stranice Robina Trowera
- MatthewFisher.com - Službene stranice Matthewa Fishera